# 24-часов часовник
24-часовият часовник е конвенцията от време на отчетност, в която денят започва да тече от полунощ до полунощ и е разделен на 24 часа. Това е най-разпространената в света система за отчитане на време. Използва се от международния стандарт ISO 8601.